# GJ 1132 b
GJ 1132b – planeta pozasłoneczna krążąca wokół gwiazdy Gliese 1132 w odległości 39 lat świetlnych od Ziemi.
Planeta została odkryta w 2015 roku w Projekcie MEarth w Chile. Okrąża swoją gwiazdę w ciągu 1,6 dnia w odległości 2,3 miliona km. Jest to planeta typu ziemskiego, ma masę równą 1,6 masy Ziemi i promień 1,16 R🜨.
Jest to pierwsza planeta pozasłoneczna typu ziemskiego, u której odkryto obecność atmosfery. Jej głównymi składnikami prawdopodobnie są para wodna i metan. Szansa na obecność istot żywych na planecie jest jednak nikła z uwagi na wysoką temperaturę na powierzchni – ok. 370 °C. Planeta może być gorącą planetą oceaniczną, z atmosferą przesyconą parą.